# Alphonse Meunier
Pour les articles homonymes, voir Meunier.
Alphonse François Meunier (né à Lessines le 15 avril 1857 et mort à Louvain le 19 février 1918) est un prêtre catholique, botaniste et microbiologiste belge, spécialiste du plancton.

## Biographie
Après des humanités au petit séminaire de Bonne-Espérance, Alphonse Meunier suit trois années de théologie au Grand séminaire de Tournai. L'abbé Meunier entreprend ensuite un doctorat en paléontologie animale à l’université de Louvain sous la direction de Jean-Baptiste Carnoy. Il devient alors successivement assistant, chargé de cours, professeur agrégé puis professeur à l’université de Louvain où il est titulaire des cours suivants : « éléments de minéralogie, géologie et agrologie », « botanique (morphologie) », « biologie générale », « botanique tropicale », « météorologie » et « pisciculture ». Il est aussi nommé chanoine honoraire à la cathédrale Notre-Dame de Tournai.

## Œuvre scientifique
Passionné d’histoire naturelle, l’abbé Meunier possède une vaste culture scientifique, mais la botanique reste toujours son domaine de prédilection. Ses premiers travaux scientifiques sont consacrés aux Bryozoaires ; il abandonne rapidement la paléontologie animale pour se tourner vers l'anatomie, la cytologie et la morphologie végétale, puis vers l’étude du plancton. Son œuvre scientifique majeure est l’analyse et la description des échantillons planctoniques récoltés par Louis Stappers lors de l’expédition arctique organisée en 1907 par le duc d’Orléans à bord de la Belgica. Dessinateur, il illustre lui-même ses publications.

## Publications
- « Notice sur la Florule des Neiges et des Glaces de la mer de Kara », dans Campagne arctique du duc d'Orléans en 1907, Bruxelles, Charles Bullens, sans date, 14 p. : 1 pl.
- Jean-Baptiste Carnoy et Alphonse Meunier, La pilulaire : étude anatomico-génétique du sporocarpe chez la Pilularia globulifera, Peeters, 1884.
- Alphonse Meunier et Eduard Pergens, Les bryozoaires du système montien (Éocène inférieur), Louvain, 1886, 14 p.
- Alphonse Meunier, Le nucléole des spirogyra, Van In, 1887, II-79 p.
- Alphonse Meunier, « Les téguments séminaux des Cyclospermées », La cellule, vol. 6,‎ 1890.
- Alphonse Meunier, « Les téguments séminaux des Papavéracées », La cellule, vol. 7,‎ 1891, p. 375-412.
- Alphonse Meunier, Microplankton des mers de Barents et de Kara, Bruxelles, Bulens, 1910, XVIII-355 p.
- Alphonse Meunier, L'appareil laticifère des caoutchoutiers, Bruxelles, Imprimerie industrielle et financière, 1912, 51 p., 8 planches (lire en ligne)
- Alphonse Meunier, Microplankton de la mer flamande, vol. 1 : le Genre « Chaetoceros » Ehr, Bruxelles, Hayez, coll. « Mémoires du Musée royal d'histoire naturelle de Belgique », 1913.
- Alphonse Meunier, Microplankton de la mer flamande, vol. 2 : les Diatomacées (suite) (le genre Chaetoceros excepté), Bruxelles, Hayez, coll. « Mémoires du Musée royal d'histoire naturelle de Belgique » (no 27), 1915, 118 p., 7 planches
- Alphonse Meunier, Microplankton de la mer flamande, vol. 3 : les Péridiniens, Bruxelles, Hayez, coll. « Mémoires du Musée royal d'histoire naturelle de Belgique » (no 28), 1921, 116 p., 7 planches
- Alphonse Meunier, Microplankton de la mer flamande, vol. 4 : les Tintinnides et cœtera, Bruxelles, Hayez, coll. « Mémoires du Musée royal d'histoire naturelle de Belgique » (no 29), 1921, 59 p., 2 planches